# Lekkoatletyka na Letnich Igrzyskach Olimpijskich 1952 – chód na 50 km mężczyzn
Chód na 50 kilometrów mężczyzn podczas XV Letnich Igrzysk Olimpijskich w Helsinkach rozegrano 21 lipca 1952. Start i meta biegu znajdowały się na Stadionie Olimpijskim w Helsinkach. Zwycięzcą został reprezentant Włoch Giuseppe Dordoni, który  ustanowił rekord olimpijski uzyskując czas 4:28:07,8.

## Rekordy

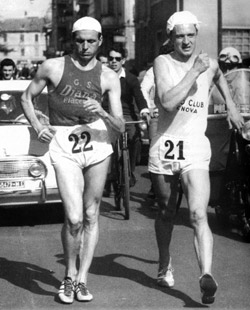
Giuseppe Dordoni (z numerem 22) i Abdon Pamich

|                   | Zawodnik        | Narodowość      | Czas      | Data                 | Miejsce    |
| ----------------- | --------------- | --------------- | --------- | -------------------- | ---------- |
| Rekord świata     | Josef Doležal   | Czechosłowacja  | 4:23:40   | 4 sierpnia 1946(dts) | Podiebrady |
| Rekord olimpijski | Harold Whitlock | Wielka Brytania | 4:30:41,4 | 5 sierpnia 1936(dts) | Berlin     |

## Wyniki
| Poz. - pozycja |
| – rekord świata \| – rekord krajowy \| – rekord życiowy \| = – wyrównany rekord życiowy \| · – najlepszy wynik w sezonie \| = – wyrównany najlepszy wynik w sezonie \| – rekord olimpijski |
| Fn – falstart \| DNF – nie ukończył \| DNS – nie wystartował \| DSQ – zdyskwalifikowany |

### Finał
| Poz. | Zawodnik              | Narodowość        | Rezultat  | Uwagi |
| ---- | --------------------- | ----------------- | --------- | ----- |
| 1    | Giuseppe Dordoni      | Włochy            | 4:28:07,8 | [ 1 ] |
| 2    | Josef Doležal         | Czechosłowacja    | 4:30:17,8 |       |
| 3    | Antal Róka            | Węgry             | 4:31:27,2 |       |
| 4    | Rex Whitlock          | Wielka Brytania   | 4:32:21,0 |       |
| 5    | Siergiej Łobastow     | ZSRR              | 4:32:34,2 |       |
| 6    | Władimir Uchow        | ZSRR              | 4:32:51,6 |       |
| 7    | Dumitru Paraschivescu | Rumunia           | 4:41:05,2 |       |
| 8    | Ion Baboie            | Rumunia           | 4:41:52,8 |       |
| 9    | John Ljunggren        | Szwecja           | 4:43:45,2 |       |
| 10   | Giuseppe Kressevich   | Włochy            | 4:44:30,2 |       |
| 11   | Harold Whitlock       | Wielka Brytania   | 4:45:12,6 |       |
| 12   | Sándor László         | Węgry             | 4:45:55,8 |       |
| 13   | Rudi Lüttge           | Niemcy            | 4:47:28,6 |       |
| 14   | Pekka Viljanen        | Finlandia         | 4:49:16,4 |       |
| 15   | Donald Tunbridge      | Wielka Brytania   | 4:50:40,4 |       |
| 16   | Raymond Lesage        | Francja           | 4:52:37,8 |       |
| 17   | Edgar Bruun           | Norwegia          | 4:52:48,4 |       |
| 18   | Claude Hubert         | Francja           | 4:55:28,2 |       |
| 19   | Salvatore Cascino     | Włochy            | 4:56:46,0 |       |
| 20   | Harry Kristensen      | Dania             | 4:57:35,8 |       |
| 21   | Jean Strunc           | Francja           | 4:59:08,2 |       |
| 22   | Adolf Weinacker       | Stany Zjednoczone | 5:01:00,4 |       |
| 23   | Pawieł Kazankow       | ZSRR              | 5:02:37,8 |       |
| 24   | Gilbert Marquis       | Szwajcaria        | 5:02:56,2 |       |
| 25   | Ferd Hayward          | Kanada            | 5:04:40,4 |       |
| 26   | René Charrière        | Szwajcaria        | 5:08:59,0 |       |
| 27   | Gerhard Winther       | Norwegia          | 5:11:40,2 |       |
| 28   | Åke Söderlund         | Szwecja           | 5:30:56,6 |       |
| –    | Guillermo Weller      | Argentyna         | DNF       |       |
| –    | John Deni             | Stany Zjednoczone | DNF       |       |
| –    | Leo Sjogren           | Stany Zjednoczone | DNF       |       |
| –    | Verner Ljunggren      | Szwecja           | DNS       |       |